# Wolfram Lauterbach
Wolfram Lauterbach (* 18. Januar 1952 in Buttstädt) ist ein ehemaliger deutscher Leichtathlet aus der Deutschen Demokratischen Republik (DDR), der bei den Europameisterschaften 1974 im Weitsprung den sechsten Platz belegte.

## Karriere
Lauterbach startete für den SC Turbine Erfurt, für den später auch sein Bruder Henry antrat, der Olympiavierte 1980 im Hochsprung. Wolfram Lauterbach belegte 1970 bei den DDR-Meisterschaften den zweiten Platz hinter Klaus Beer, 1972 wurde er Zweiter hinter Max Klauß und bei den Hallenmeisterschaften 1973 lag erneut nur Max Klauß vor ihm. 1974 belegte Lauterbach sowohl in der Halle als auch im Freien den dritten Platz. Für die Europameisterschaften in Rom nominierte der DVfL mit Max Klauß, Frank Wartenberg und Wolfram Lauterbach die drei Erstplatzierten der DDR-Meisterschaften. Alle drei Springer qualifizierten sich in Rom für das Finale, dort war Lauterbach mit 7,87 m als Sechster bester Springer der DDR, für Bronze waren 7,98 m erforderlich, Europameister wurde Walerij Pidluschnyj mit 8,12 m.
Lauterbachs Bestleistung waren 8,01 m, die er am 19. Mai 1976 in Dresden sprang. Im 100-Meter-Lauf erreichte er 1973 in Potsdam 10,4 s. Wolfram Lauterbach hatte bei einer Körpergröße von 1,80 m ein Wettkampfgewicht von 75 kg.